# Transcendentalizam
Transcendentalizam, idealistički pokret u američkoj književnosti i filozofiji sredine 19. stoljeća, nastao 1830-ih u bostonskim krugovima pod utjecajem njemačkog i engleskog romantizma. Određuju ga kao “romantički i mistički individualizam”. Bio je više društveni pokret nego filozofska škola. Odigrao je bitnu ulogu u intelektualnom životu Amerike.
Najistaknutiji pripadnik je pjesnik i esejist Ralph Waldo Emerson (1803. – 1882.), čiji ogled “Priroda” (1836.) se smatra manifestom transcendentalizma. U eseju “Self-Reliance” (1841.) Emerson izražava nekonformistički individualizam i nužnost oslanjanja na sebe sama. Henry David Thoreau (1817. – 1862.) se u autobiografičnom djelu “Walden” suprotstavlja materijalizmu svoga vremena i prikazuje svjesno izabrano osamljeništvo. Principe romantičnog individualizma dovodi do krajnjih granica u eseju “Građanska neposlušnost”. Njihova djela su se čitala i u europskim obrazovanim krugovima. Pokretu su pripadali i Margaret Fuller (1810. – 1850.), Amos Bronson Alcott, William Ellery Channing i dr. Fuller je napisala prvi američki feministički manifest “Žena u devetnaestom stoljeću”.
U filozofskom smislu, transcendentalizam prihvaća Kantovo načelo intuitivne spoznaje koja ne potječe od osjetila, te odbacuje organiziranu religiju. Zagovara krajnje individualističko slavljenje božanstva u svakom ljudskom biću. Transcendentalisti su naglašavali spiritualno jedinstvo svijeta. Vjerovali su da je čovjek po svojoj prirodi dobar i afirmirali njegovu slobodu, suprotno kalvinističkim učenjima o iskonskom grijehu čovjeka i predodređenju. Odbacuju znanstveni materijalizam, vjerujući da je intuicija bolji izvor znanja nego logičko zaključivanje i osjetilno iskustvo. Zastupali su napredna stajališta o emancipaciji žena i ukidanju ropstva.

## Vanjske poveznice
- (hrv.) Besplatne elektroničke knjige: "Hodanje", Henry David Thoreau
- (hrv.) Besplatne elektroničke knjige: "Građanski neposluh", Henry David Thoreau
- (hrv.) Besplatne elektroničke knjige: "Walden", Henry David Thoreau